# کلر (گروه موسیقی)

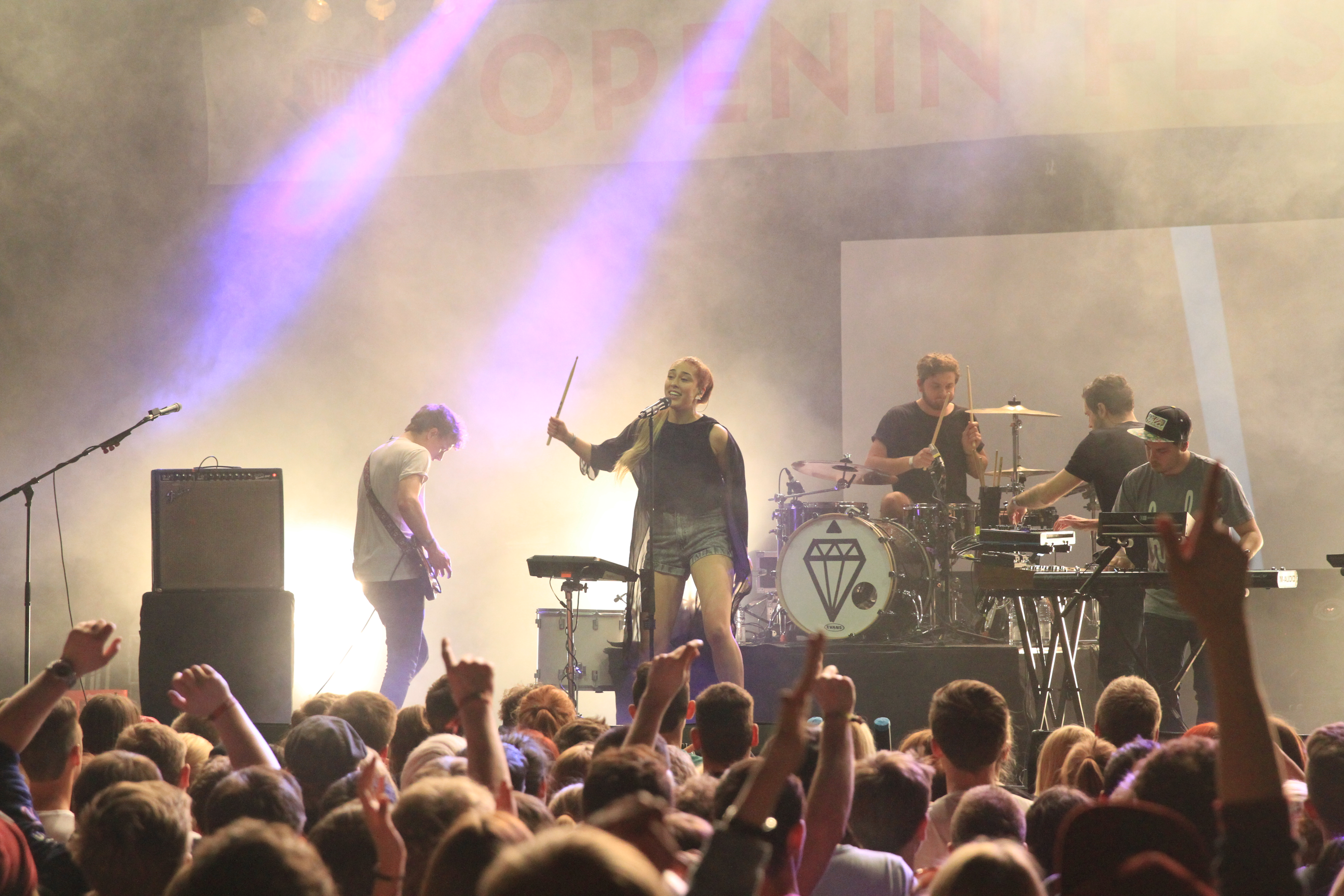
کلر در افتتاحیه جشنواره ۲۰۱۴ در آلمان

کلر (به آلمانی: Claire) یک گروه موسیقی آلمانی است که در شهر مونیخ شکل گرفت اما اشعارشان به انگلیسی است.

## تاریخچه
در سال ۲۰۱۲ سه نوازنده و تولیدکننده به نام‌های ماتیوس هاخ، هیلر نپوماک، فلورین خیرمایر و کلر بورخل که در یک پروژه فیلم شرکت داشتند به همراه عضو پنجم گروه فریدلین آخن که مدتی بعد به آنها پیوست این گروه شکل گرفت. آنها به سرعت در اینترنت به موفقیت رسیدند و آلبوم The Great Escape که در سال ۲۰۱۳ منتشر شد به موفقیت چشم‌گیری دست یافت.

## اعضا

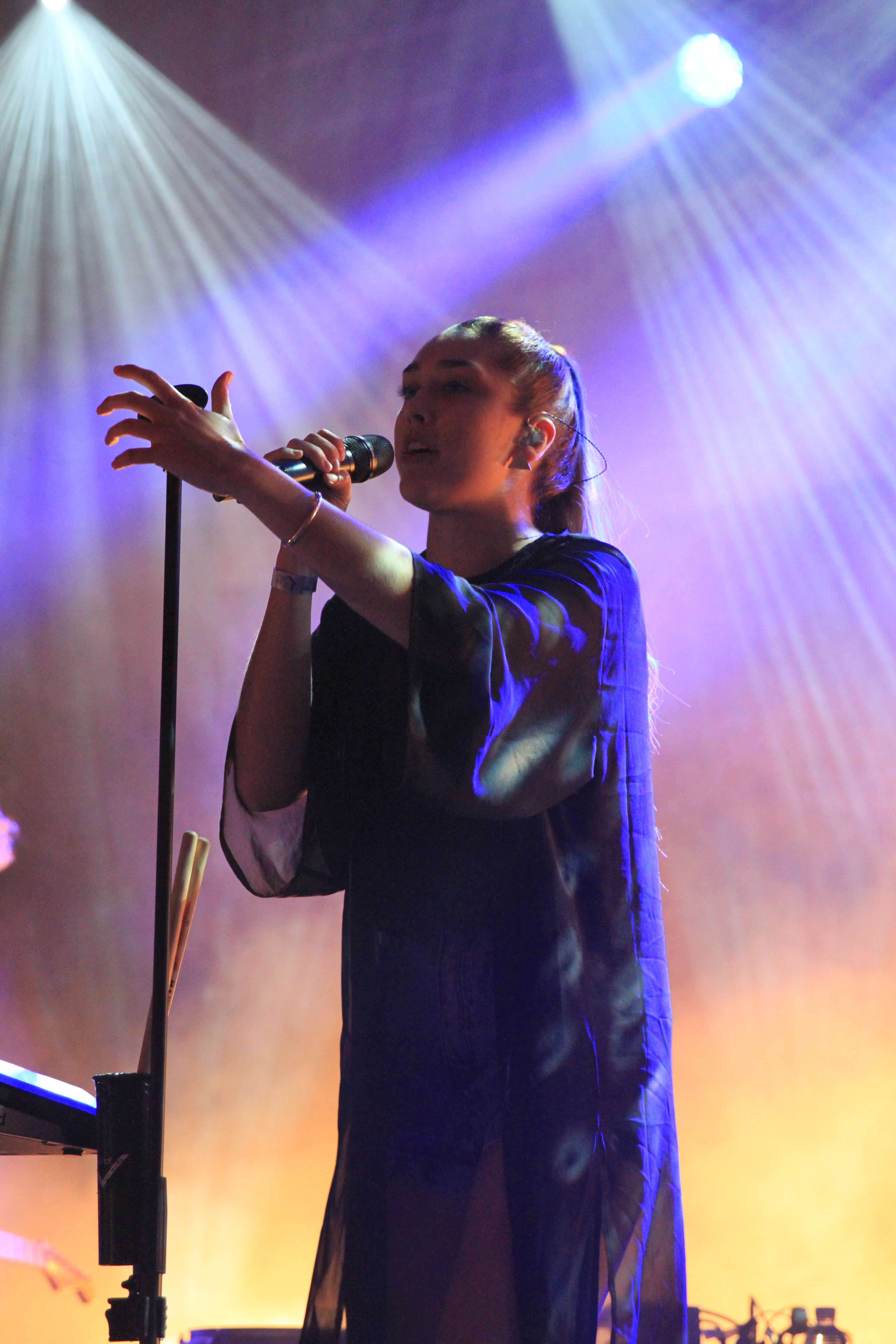
جسی-کلر بورخل جشنواره ۲۰۱۴ در آلمان

- جسی کلر بورخل (خواننده)
- ماتیوس هاخ (تنظیم)
- نپوماک هیلر (تنظیم)
- فلورین خیرمایر (گیتار)
- فریدلین آخن (درام)

## ترانه‌شناسی

### آلبوم‌ها
- The Empire (EP, 2012)
- Games (EP, 2013)
- The Great Escape (2013)

### آهنگ‌ها
- Pioneers (2012)
- Games (2013)
- The Next Ones to Come (2013)